# Bắn cung tại Thế vận hội Mùa hè 2004
Bắn cung tại Thế vận hội Mùa hè 2004 được tổ chức tại sân vận động Panathinaiko ở Athens, Hy Lạp với các vòng xếp hạng vào ngày 12 tháng 8 và cuộc thi đấu thông thường được tổ chức từ ngày 15 tháng 8 đến ngày 21 tháng 8. 128 cung thủ từ 43 quốc gia đã thi đấu trong bốn nội dung huy chương vàng, các nội dung cá nhân và đồng đội cho nam và cho nữ đã được tranh tài tại đại hội thể thao này.

## Tóm tắt huy chương
| Nội dung     | Vàng                                                         | Bạc                                                                        | Đồng                                                              |
| ------------ | ------------------------------------------------------------ | -------------------------------------------------------------------------- | ----------------------------------------------------------------- |
| Cá nhân nam  | Marco Galiazzo · Ý                                           | Yamamoto Hiroshi · Nhật Bản                                                | Tim Cuddihy · Úc                                                  |
| Đồng đội nam | Hàn Quốc (KOR) · Im Dong-Hyun · Jang Yong-Ho · Park Kyung-Mo | Đài Bắc Trung Hoa (TPE) · Chen Szu-yuan · Liu Ming-huang · Wang Cheng-pang | Ukraina (UKR) · Dmytro Hrachov · Viktor Ruban · Oleksandr Serdyuk |
| Cá nhân nữ   | Park Sung-hyun · Hàn Quốc                                    | Lee Sung-Jin · Hàn Quốc                                                    | Alison Williamson · Anh Quốc                                      |
| Đồng đội nữ  | Hàn Quốc (KOR) · Lee Sung-Jin · Park Sung-hyun · Yun Mi-Jin  | Trung Quốc (CHN) · He Ying · Lin Sang · Zhang Juanjuan                     | Đài Bắc Trung Hoa (TPE) · Chen Li-Ju · Wu Hui-ju · Yuan Shu-chi   |

## Các quốc gia tham gia
43 quốc gia đã đóng góp cung thủ để cạnh tranh trong các nội dung. Dưới đây là danh sách các quốc gia cạnh tranh; trong dấu ngoặc đơn là số lượng đối thủ cạnh tranh quốc gia.
| - Úc (6) - Belarus (2) - Bhutan (2) - Bulgaria (1) - Canada (2) - Trung Quốc (5) - Đài Bắc Trung Hoa (6) - Cuba (1) - Đan Mạch (1) - Ai Cập (4) - El Salvador (1) | - Fiji (1) - Phần Lan (1) - Pháp (6) - Gruzia (2) - Đức (4) - Anh Quốc (4) - Hy Lạp (6) - Ấn Độ (6) - Indonesia (2) - Ý (4) - Nhật Bản (6) | - Kazakhstan (3) - Hàn Quốc (6) - Lào (1) - Luxembourg (1) - Malaysia (1) - Mauritius (1) - México (3) - Myanmar (1) - Hà Lan (3) - New Zealand (1) - Philippines (1) | - Ba Lan (4) - Nga (5) - Nam Phi (1) - Tây Ban Nha (2) - Thụy Điển (3) - Tajikistan (1) - Tonga (1) - Thổ Nhĩ Kỳ (4) - Ukraina (6) - Hoa Kỳ (6) |

## Bảng huy chương
Hàn Quốc tiếp tục thống trị môn thể thao này, giành được ba trong số bốn huy chương vàng cũng như một huy chương bạc. Marco Galiazzo đã giành chiến thắng trong cuộc thi cá nhân nam, Ý giành được huy chương vàng đầu tiên của quốc gia về môn bắn cung Olympic, ngăn chặn nỗ lực của Yamamoto Hiroshi giành được huy chương vàng đầu tiên của Nhật Bản. Trung Hoa Đài Bắc, trước đây chưa từng giành huy chương môn bắn cung, đã giành được một huy chương bạc và một huy chương đồng.
| Hạng               | Đoàn                    | Vàng | Bạc | Đồng | Tổng số |
| ------------------ | ----------------------- | ---- | --- | ---- | ------- |
| 1                  | Hàn Quốc (KOR)          | 3    | 1   | 0    | 4       |
| 2                  | Ý (ITA)                 | 1    | 0   | 0    | 1       |
| 3                  | Đài Bắc Trung Hoa (TPE) | 0    | 1   | 1    | 2       |
| 4                  | Nhật Bản (JPN)          | 0    | 1   | 0    | 1       |
| 4                  | Trung Quốc (CHN)        | 0    | 1   | 0    | 1       |
| 6                  | Anh Quốc (GBR)          | 0    | 0   | 1    | 1       |
| 6                  | Ukraina (UKR)           | 0    | 0   | 1    | 1       |
| 6                  | Úc (AUS)                | 0    | 0   | 1    | 1       |
| Tổng số (8 đơn vị) | Tổng số (8 đơn vị)      | 4    | 4   | 4    | 12      |